# Лунгочи (Галац)
Лунгочи (рум. Lungoci) насеље је у Румунији у округу Галац у општини Фундени. Oпштина се налази на надморској висини од 20 m.

## Становништво
Према подацима из 2002. године у насељу је живело 562 становника, од којих су сви румунске националности.